# Pentaphlebia stahli
Pentaphlebia stahli là loài chuồn chuồn trong họ Amphipterygidae. Loài này được Förster mô tả khoa học đầu tiên năm 1909.